# Trois de perdues
Pour plus de détails, voir Fiche technique et Distribution.
Trois de perdues (en danois : Tre piger i Paris, littéralement : Trois Filles à Paris) est un film danois pour enfants réalisé par Gabriel Axel et sorti sur les écrans en 1963. Il est inspiré d'un roman de Félicien Marceau.

## Fiche technique
- Titre français : Trois de perdues
- Titre original : danois : Tre piger i Paris
- Réalisation : Gabriel Axel
- Scénario et dialogues : Arvid Müller d'après le roman de Félicien Marceau
- Production : Paul Lemaire
- Musique : Bent Fabricius-Bjerre
- Photographie : Jørgen Skov, Arne Abrahamsen
- Montage : Birger Lind
- Durée : 102 minutes
- Dates de sortie : 14 octobre 1963 (Danemark)
- Pays de production :  Danemark
- Affiche : Macario Gómez Quibus (Espagne)

## Distribution
- Daniel Gélin : Raymond
- Ghita Nørby : Hanne
- Susse Wold : Lotte
- Hanne Borchsenius (en) : Dorthe
- Dirch Passer : Harald
- Paul Hagen (en) : Frederik
- Erling Schroeder (en) : un homme au consulat du Danemark à Paris
- Gabriel Axel : le professeur de français
- Jacques Mauclair : le chef de la police
- Lillian Weber-Hansen
- Albert Watson
- Noël Roquevert : M. Maurice
- Jackie Sardou (comme Jackie Rollin)
- Dominique Davray : Madame Milliard
- Serge Sauvion
- Véronique Verlhac
- Dominique Davray
- Bibi Morat
- Noëlle Noblecourt
- Clément Bairam
- Colette Régis
- Nono Zammit
- Viviane Méry
- Jean Dumaine
- Luce Fabiole
- Robert Olivieri